# Мельничук Соломія Никифорівна
Соломія Никифорівна Мельничук (?, тепер Житомирська область — 1959?, Житомирська область) — українська радянська діячка, новатор сільськогосподарського виробництва, ланкова колгоспу «Шлях комунізму» Бердичівського району Житомирської області. Депутат Верховної Ради УРСР 5-го скликання (у 1959 році).

## Біографія
З 1932 року — ланкова колгоспу «Хлібороб» (потім — «Шлях комунізму») села Садки Бердичівського району Житомирської області. Вирощувала високі врожаї цукрових буряків, збирала щорічно по 400—600 центнерів буряків із кожного гектара.

## Нагороди
- орден Леніна (26.02.1958)
- орден Трудового Червоного Прапора
- велика золота медаль Всесоюзної сільськогосподарської виставки
- медалі